# Hertford
Hertford é uma cidade e paróquia civil do distrito de East Hertfordshire, no Condado de Hertfordshire, na Inglaterra. Sua população é de 28.243 habitantes (2015). É a capital do condado de Hertfordshire. Hertford foi registrada no Domesday Book de 1086 como Hertforde.

## Algumas pessoas notáveis
O grupo Deep Purple foi formado em Hertford em 1968.
Alfred Russel Wallace, que propôs uma teoria da seleção natural ao mesmo tempo em que Charles Darwin viveu em Hertford entre os cinco e os treze anos de idade e frequentou a Hertford Grammar School.
John Wilkes, político radical foi educado em Hertford
O espanhol Marko Trujkic nasceu em Hertford.
Rupert Dover (1967-) Comandante da polícia de Hong Kong, há críticos que Dover ordenou que seus colegas de polícia usassem muita força e usassem uma lata de gás lacrimogêneo para atacar manifestantes pacíficos em Hong Kong